# Czarnowo (gromada)
Czarnowo – dawna gromada, czyli najmniejsza jednostka podziału terytorialnego Polskiej Rzeczypospolitej Ludowej w latach 1954–1972.
Gromady, z gromadzkimi radami narodowymi (GRN) jako organami władzy najniższego stopnia na wsi, funkcjonowały od reformy reorganizującej administrację wiejską przeprowadzonej jesienią 1954 do momentu ich zniesienia z dniem 1 stycznia 1973, tym samym wypierając organizację gminną w latach 1954–1972.
Gromadę Czarnowo z siedzibą GRN w Czarnowie utworzono 29 lutego 1956 w powiecie pyrzyckim w woj. szczecińskim na mocy uchwały nr I/8/56 WRN w Szczecinie z dnia 24 stycznia 1956. W skład jednostki weszły wsie Czarnowo, Parnica i Zadeklino z gromady Kozielice oraz wieś Nowe Chrapowo z gromady Linie w powiecie pyrzyckim, a także wieś Kunowo z gromady Lubanowo w powiecie gryfińskim w tymże województwie.
1 stycznia 1958 z gromady Czarnowo wyłączono wsie Kunowo i Parnica, włączając je do gromady Banie w powiecie gryfińskim w tymże województwie, po czym gromadę Czarnowo zniesiono, włączając jej (pozostały) obszar do gromad: Linie (miejscowość Nowe Chrapowo) i Kozielice (miejscowości Czarnowo i Zadeklino) w powiecie pyrzyckim.